# Sisymbre d'Autriche
Sisymbrium austriacum
Espèce
Classification phylogénétique
Statut de conservation UICN

 LC  : Préoccupation mineure
Le Sisymbre d'Autriche (Sisymbrium austriacum) est une espèce de plantes à fleurs de la famille des Brassicaceae (crucifères). L'espèce est parfois appelée Sisymbre des Pyrénées.

## Description
C'est une plante herbacée haute de 30 à 60 cm dont les tiges dressées et ramifiées portent des feuilles très découpées. Les fleurs jaunes aux quatre pétales libres disposés en croix s'épanouissent de mai à aout.

## Habitat
Le Sisymbre d'Autriche croît sur des rocailles, éboulis, bords des chemins, remparts, terrains incultes de 500 jusqu'à 2 500 m d'altitude du sud du Jura, des Alpes et des Pyrénées.